# Mokrzyca (Basses-Carpates)
Pour les articles homonymes, voir Mokrzyca.
Mokrzyca est une localité polonaise de la gmina et du powiat de Lubaczów en voïvodie des Basses-Carpates.